# Brașov (grad)
Brașov je grad u srednjem dijelu Rumunjske i glavni grad županije Brașov. Dio je povijesne pokrajine Transilvanije i okružen je Karpatima.

## Povijest
Na prostoru grada postoje nalazišta iz neolitika (u spilji Valea Cetății). Kasnije su Dačani sagradili tvrđave na tom mjestu.
Sam grad Brașov (Kronstadt) su sagradili doseljenici iz Njemačke (Saske) koji su došli u 12. st. na poziv mađarskog kralja Géze II. da razviju rudarstvo u Transilvaniji. Početkom 13. st. je kralj Andrija II. pozvao Teutonske vitezove da sagrade tvrđave u graničnom prostoru Mađarskog kraljevstva na Karpatima.
Kronstadt je bio najveći njemački grad u Transilvaniji (dio Mađarskog kraljevstva pod vlašću Habsburgovaca). S vremenom se u grad doseljava sve više Rumunja (grad se tada nalazio u pograničnom dijelu Habsburške monarhije prema Rumunjskoj) kojima car Josip II. krajem 18. st. daje građanska prava. 1850. je u gradu živio podjednak broj Nijemaca i Rumunja (oko 40%). U gradu je bilo mnogo Mađara i Židova.
Nakon 1. svj. rata je Transilvanija postala dio Rumunjske. Nijemci u gradu su prihvatili rumunjsku vlast. Nakon 2. svj. rata je komunistička vlast protjerala većinu Nijemaca i naselila Rumunje (danas u gradu živi samo 0.6% Nijemaca). Između 1950. i 1960. se grad zvao Oraşul Stalin (prema sovjetskom vođi Staljinu). Grad postaje značajan industrijski centar.

## Stanovništvo
Brașov je tijekom povijesti bio poznat kao važno uporište Nijemaca, koji su stoljećima bili pretežito stanovništvo grada. Tijekom 20. stoljeća dogodile su se nagle promjene u strukturi stanovništva u korist Rumunja, tako da je grad mnogo drugačiji nego prije. Po popisu stanovništva iz 2002. godine struktura stanovništva bila je sljedeća:
- Rumunji - 90,7%
- Mađari - 8,5%
- Nijemci - 0,6%
- Romi - 0,3%

## Zemljopis
Brașov se nalazi u podnožju Karpata (između Karpata i Transilvanijske visoravni). U blizini Brașova se Karpati dijele na Južne i Istočne. Grad se nalazi ispod karpatskog prijevoja kuda prolazi glavni rumunjski prometni pravac koji povezuje Bukurešt s Transilvanijom, te ima veliko prometno značenje (najbliži transilvanijski grad prema Bukureštu). Na Karpatima se razvija zimski turizam (značajno je skijalište Poiana Braşov).

## Znamenitosti
U Brașovu postoji mnogo građevina koje su sagradili Nijemci koji su živjeli u gradu. Brojne su građevine u gotičkom stilu. Postoji mnogo protestantskih crkava (najvažnija je Crna crkva, najveća protestantska crkva u Rumunjskoj).
U blizini grada na Karpatima se nalazi dvorac Bran za koji se smatra da je u njemu živio Vlad III. Drakula. To je jedno od najpoznatijih rumunjskih turističkih odredišta.

## Gradovi prijatelji
- Musashino, Japan
- Rishon LeZion, Izrael
- Tampere, Finska
- Győr, Mađarska
- Leeds, Ujedinjeno Kraljevstvo
- Liverpool, Ujedinjeno Kraljevstvo
- Poznań, Poljska
- Cleveland, SAD

## Vanjske poveznice
- Brasov Virtualna prezentacija
- Brasov - Stari grad
- Stranica o planini Karpati
- Opće informacije o gradu
- Suveniri grada i grofa Drakule  Arhivirana inačica izvorne stranice od 15. ožujka 2009. (Wayback Machine)
- Informacije o Braşov na engleskome